# Chiesa di San Lorenzo Martire (Angolo Terme)
La chiesa di San Lorenzo Martire è la parrocchiale di Angolo Terme, in provincia di Brescia. Risale al XVI secolo.

## Storia
La chiesa di Angolo Terme venne riedificata nel 1694 su un edificio preesistente del XVI secolo, quando già era stata eretta la particolare torre campanaria con copertura piatta e merlata quindi con aspetto più da torre civica che non da campanile. Dell'edificio più antico rimangono alcune colonne in pietra Simona, situate nella parte vecchia della sagrestia.
L'edificio venne poi ampliato nella seconda metà del XVIII secolo.

## Descrizione
La chiesa di San Lorenzo Martire nel centro di Angolo Terme è orientata verso ovest. L'ingresso principale è situato sotto il livello del piano stradale e la facciata è suddivisa dalle quattro lesene in tre settori verticali su due ordini sovrastati dal frontone pure tripartito. L'artistico portale in legno è opera di Andrea Fantoni.
La torre campanaria, che si alza sul lato settentrionale del corpo di fabbrica principale, è in pietra a vista.
L'interno della chiesa è a navata unica con tre cappelle per lato, e tutte le superfici sono ornate da decorazioni. La chiesa, oggetto di recenti interventi di recupero, è stata in precedenza restaurata nel 1874 e nel 1960.
Nel presbiterio spicca l'altare maggiore, in pregiati marmi policromi, della bottega dei Fantoni di Rovetta e l'imponente ancona lignea decorata e dorata contenente la pala raffigurante il Martirio di San Lorenzo. La tela è attribuita al pittore Angelo Paglia, figlio del più noto Francesco Paglia.
Gli stalli in legno di noce del coro ligneo, che circondano l'altare maggiore, sono decorati con le immagini intagliate raffiguranti i dodici apostoli, mentre nelle cartelle di ogni stallo è iscritto il Credo in latino.    
Sulla parete destra vi è la cantoria lignea, che custodisce l'organo costruito dalla bottega organara Bossi tra il XVIII e l'inizio del XIX secolo, e restaurato nel 1899 dalla bottega dei Manzoni.
Di fronte all'organo, una grande tela raffigurante anch'essa il martirio di San Lorenzo, di Marziale Carpinoni.
Nella navata centrale vi sono cinque altari. Degni di nota sono l'ancona lignea dell'altare di Sant'Antonio da Padova, opera del 1701 di Andrea Fantoni. 
L'altare dedicato alla Madonna del Rosario, di marmi pregiati, ospita una bella tela attribuita a Gian Paolo Cavagna, che raffigura la Madonna col Bambino tra i santi Domenico e Lorenzo e in basso a sinistra il committente dell'opera, un esponente locale della famiglia Albricci.
Sulla controfacciata tre pregevoli tele del XVIII secolo, raffiguranti la Fuga in Egitto, la Circoncisione di Gesù Bambino e la Deposizione. Sono opere attribuite al pittore Giovanni Chizzoletti.